# Estrecho de Luzón
El estrecho de Luzón (en inglés, Luzon Strait) es un importante estrecho marino localizado en el Pacífico occidental, que conecta el mar de Filipinas con el mar de China Meridional, entre las islas de Taiwán, al norte, y  Luzón, al sur, en las islas Filipinas.

## Geografía

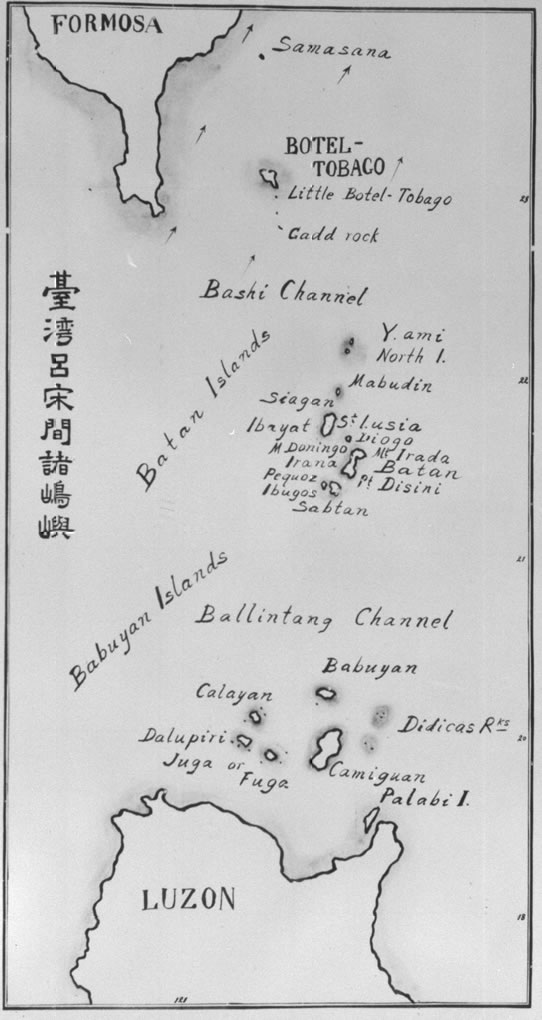
Mapa del estrecho de Luzón. (El rótulo en japonés significa «islas entre Taiwán y Luzón».

El estrecho tiene aproximadamente 250 km de ancho. Contiene una serie de islas agrupadas en dos grupos: las islas Batanes, pertenecientes a la homónima provincia filipina de Batanes; y las islas Babuyan, de la provincia de Cagayán.
El estrecho se divide en una serie de pequeños canales: el canal de Babuyan separa la isla de Luzón de las islas Babuyan; el canal de Balintang, separa a su vez las  islas Babuyan de las islas Batanes; y el canal de Bashi separa Taiwán de Batanes.
Este es un estrecho importante para la navegación y las comunicaciones. Muchos buques procedente de América usan esta ruta para acceder a los más importantes puertos de Asia Oriental. También muchos de los cables submarinos de comunicaciones pasan a través del estrecho de Luzón, proporcionando  servicio de telefonía a China, Hong Kong, Taiwán, Japón y Corea del Sur.

## Historia

### Segunda Guerra Mundial
En la II Guerra Mundial, el estrecho de Luzón fue parte de la ruta de la invasión japonesa en diciembre de 1941. El 8 de diciembre (el mismo día del ataque a Pearl Harbor, a causa de la línea de fecha) desembarcaron en Batanes. El 10 de diciembre ocuparon la isla de Camiguin (no confundir con Camiguin, justo al norte de Mindanao), en un intento que pronto abandonaron para crear una base de hidroaviones y el mismo día desembarcaron en Aparri en Luzón.
Posteriormente, muchos submarinos de los EE. UU. cazaron a los convoyes japoneses que pasaban por el estrecho camino desde las Indias Orientales a Japón.